# 티비다보

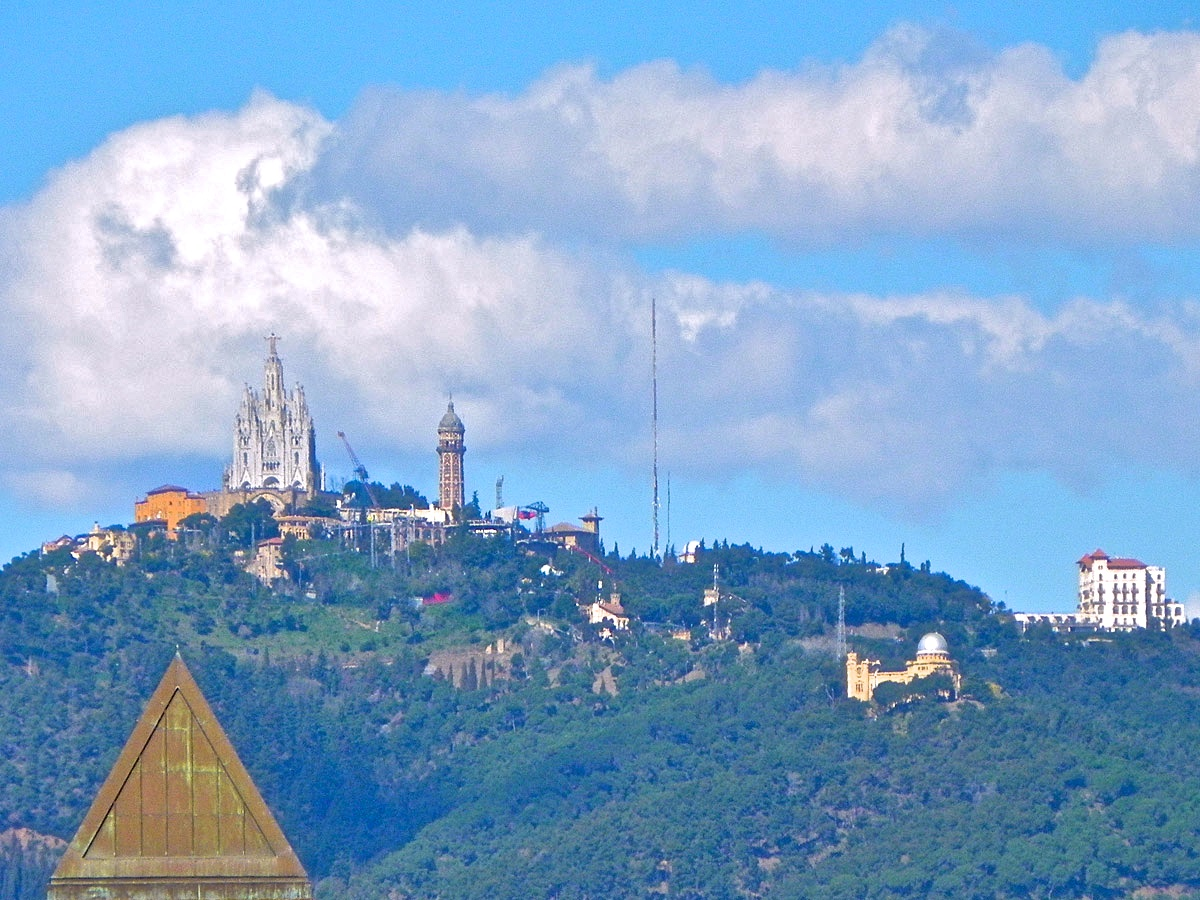
티비다보

티비다보(카탈루냐어, 스페인어: Tibidabo)는 바르셀로나에 위치한 산으로, 고도는 516.6m이다.

## 같이 보기
- 카지노 인터내셔널 티비다보